# ألفونسو الثالث ملك أراغون
ألفونسو الثالث (4 نوفمبر 1265 - 18 يونيو 1291) لُقب بـ الليبرالي أو الحر، هو ملك أراغون وكونت برشلونة كـ (ألفونسو الثاني)، أيضا احتل مملكة مايوركا وأصبح ملكها منذ عام 1286.
هو الابن البكر لملك بيدرو الثالث ملك أراغون وكونستانس ابنة ووريثة مانفريد ملك صقلية .
بعد وقت قصير من توليه العرش قام بـ حملة لدمج جزر البليار في تاج أراغون التي فقدت بسبب انقسام المملكة من قبل جده خايمي الأول، وبهكذا في 1285 أعلن الحرب على عمه خايمي الثاني ملك مايوركا ، احتل كل من مايوركا (1285) وإيبيزا (1286)، وأيضا تبع ذلك فتح مينوركا التي تعتبر حتى ذلك الحين دولة الإسلامية مستقلة (منورقة) داخل مملكة مايوركا في 17 يناير 1287، تعتبر الذكرى الآن بمثابة عطلة وطنية في مينوركا.
سعى في البداية للحفاظ على السيطرة أراغون على صقلية في وقت مبكر من حكمه من خلال دعم المطالبات شقيقه خايمي الأول، ومع ذلك تراجع في وقت لاحق عن دعم أخيه قبل وفاته بقليل، وبدلا من ذلك حاول أن يصنع السلام مع الولايات البابوية في فرنسا. 
كانت فترة حكمه نضال دستوري مع النبلاء أراغون التي أدت في نهاية المطاف إلى إنشاء وثيقة عرفت بـ اتحاد أراغون أو ما يسمى  بـ ماجنا كارتا أراغون وبحيث آلت القوى الرئيسية في أيدي النبلاء أقل شأن، مما أدت إلى الفوضى في المملكة.
خلال حياته كانت هناك مفاوضات من أجل زواجه من إليانور ابنة إدوارد الأول ملك إنجلترا، إلا أن ألفونسو توفي قبل لقاء عروسه  من العمر يناهز الـ 26 عام 1291، ودفن في دير الفرنسيسكان في برشلونة، ومنذ 1852 تم دفن رفاته في كاتدرائية برشلونة.
روى دانتي أليغييري في ملحمية الكوميديا الإلهية، أن روح ألفونسو كانت تجلس خارج بوابات العذاب مع الملوك أخرون، بحيث ألقى  عليه اللوم بسبب الدولة سياسية فوضوية في أوروبا خلال القرن الثالث عشر.